# Lyndon Hardy
Pour les personnes ayant le même patronyme, voir Hardy.
Œuvres principales
- Série Magic by the Numbers

Lyndon Maurice Hardy, né en 1941 à Los Angeles en Californie,  est un physicien américain et auteur de fantasy.

## Biographie
Il a étudié au California Institute of Technology et obtient son doctorat à l’université de Californie à Berkeley. Durant ses études, il se passionne pour la fantasy.
Il publie une trilogie de romans dans les années 1980 dont le deuxième tome s'est classé dans les meilleures ventes l’année de sa sortie. Il est membre de l’organisation Science Fiction and Fantasy Writers of America. En plus d’être un auteur de fantasy, il travaille avec la New Zealand Geology Society et a fondé une entreprise d’intelligence artificielle, Alodar.

## Œuvres

### SérieMagic by the Numbers
1. (en) Master of the Five Magics, 1980
2. (en) Secret of the Sixth Magic, 1984
3. (en) Riddle of the Seven Realms, 1988
4. (en) The Archimage's Fourth Daughter, 2017